# Bremer Börse

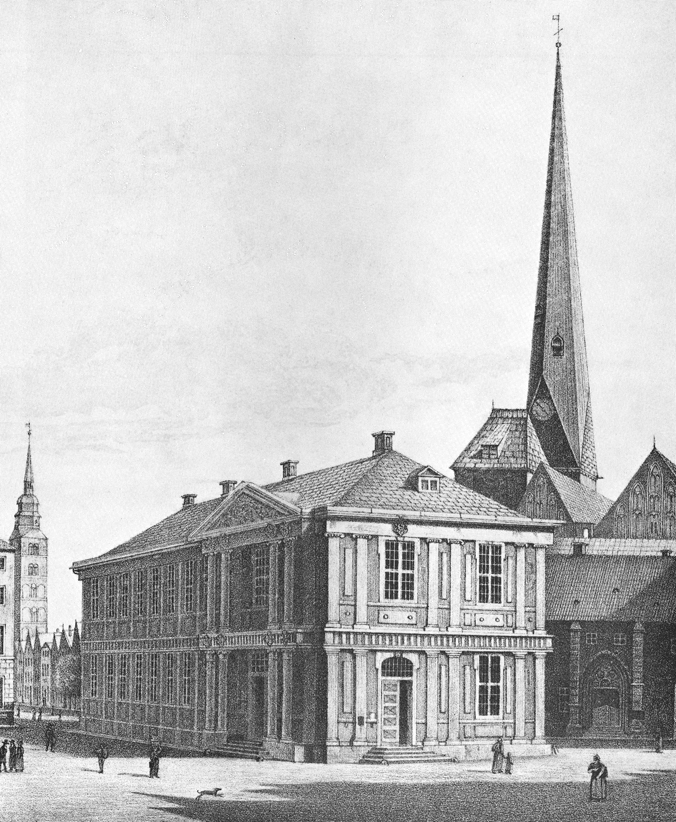
Die Alte Börse mit der Liebfrauenkirche (rechts) und der Ansgariikirche (links im Hintergrund) um 1822

Die Bremer Börse war bis 2007 eine der acht deutschen Regionalbörsen. 2000 wurde der Präsenzhandel aufgegeben und 2007 die letzten operativen Einheiten aufgelöst. Das Vermögen der Börsenholding ging auf die neu gegründete Stiftung Bremer Wertpapierbörse über. Von der Rendite sollen Wissenschaft, Forschung und Kultur profitieren.
Das Gebäude steht seit 1992 unter Bremer Denkmalschutz.

## Geschichte

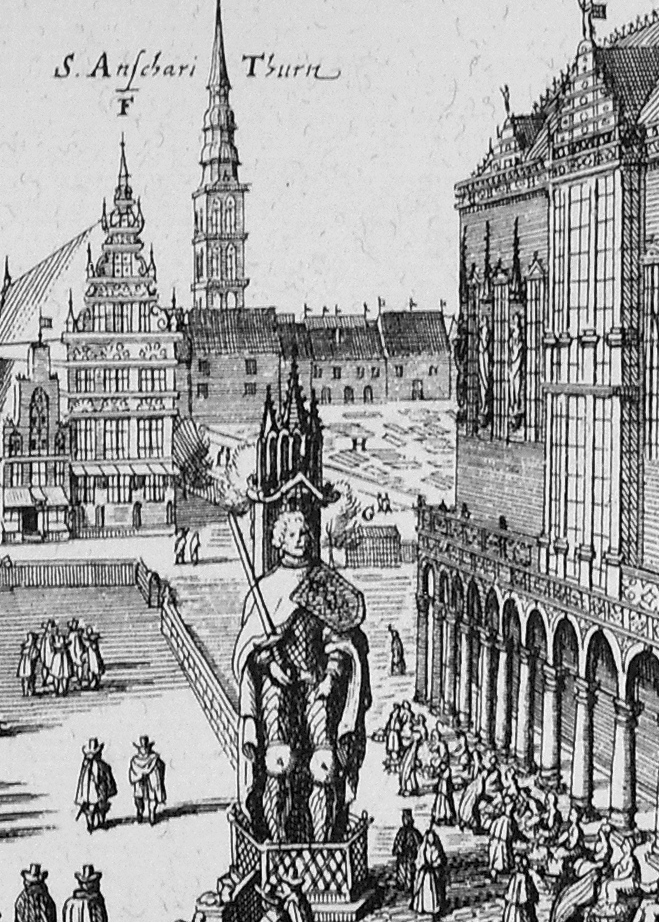
M. Merian d. Ä. 1638/41, Marckt in Bremen: G. = Beurs oder Spatzierplatz, H. = S. Mariæ Kirchhoff

Im späten Mittelalter waren der Marktplatz sowie der Liebfrauenkirchhof in Bremen die wichtigsten Warenumschlag- und Handelsplätze.
Um Platz für die Börse zu schaffen, wurden 1613/14 die sogenannten Schuhbuden niedergelegt, ein zweistöckiges, unterkellertes Gebäude mit 28 Schuhmacherwerkstätten. Sechs Jahre später entstanden hier 21 Kellergewölbe für die Weinlagerung. Der Bau des eigentlichen Börsengebäudes wurde wegen des Dreißigjährigen Krieges und der anschließenden Bremisch-Schwedischen Kriege verschoben. Zunächst wurde die Oberseite des Kellers mit Steinplatten bedeckt und die erhöhte Freifläche als Börse genutzt. Alsbald fanden hier die meisten Geschäftsaktivitäten statt. Am 14. März 1682 erließ der Rat der Stadt Bremen die 1. Börsenordnung. Kaufleute und Makler wurden darauf verpflichtet, sich dort täglich von 9 bis 10 Uhr zu versammeln.

### Alte Börse

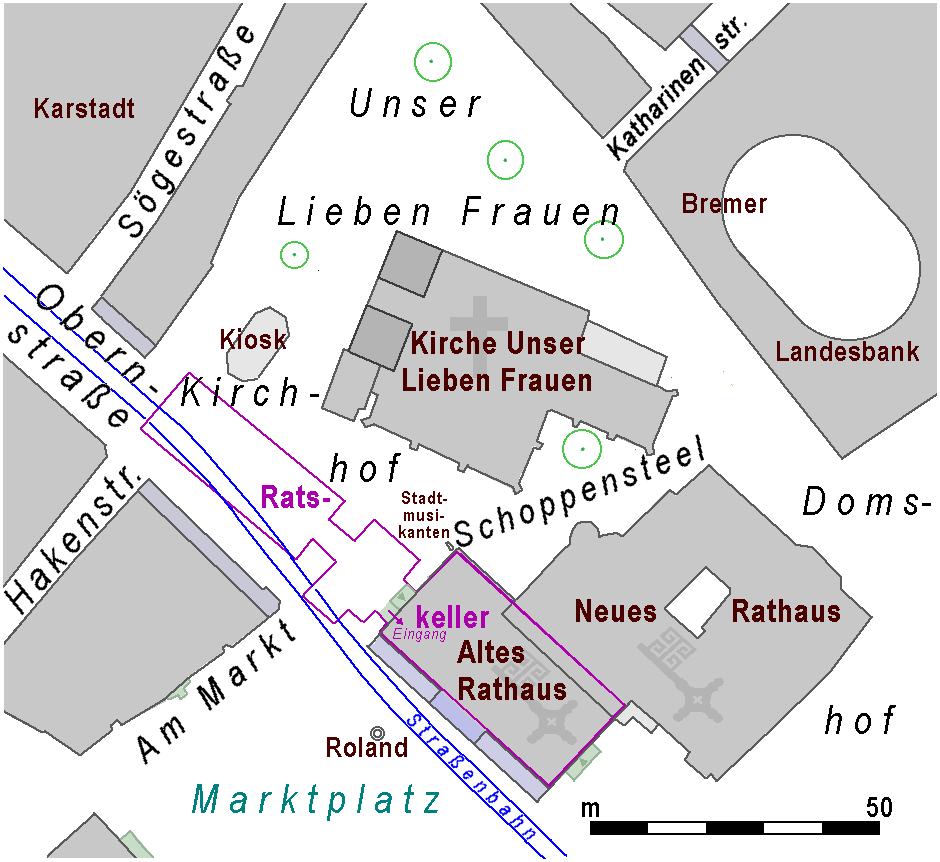
Unser Lieben Frauen Kirchhof und Ratskeller, auf dessen langgestrecktem westlichsten Teil stand die alte Börse

Nach einem halben Jahrhundert stellten sich an dem unzureichend geschützten Kellergewölbe bedrohliche Schäden ein. Gleichzeitig nahmen die weiterhin unter freiem Himmel abgeschlossenen Geschäfte wieder zu. Schließlich wurde der Architekt Jean Baptiste Broëbes mit dem Bau der Börse beauftragt. Er begann 1687, über dem Keller ein einstöckiges Gebäude im Stil des Barock zu errichten, das 1695 bezogen wurde. Nach den Plänen von Giselher von Warneck wurde von 1734 bis 1736 ein zweites Stockwerk aufgebaut.
Im Erdgeschoss befanden sich der Handelssaal und das Büro des Lotterieeinnehmers. Das Büro wurde gegen Ende des 18. Jahrhunderts umgebaut und als Buchhandlung eingerichtet. In der neuen zweiten Etage waren zwei kleine und ein großer Festsaal für Konzerte, Hochzeiten, Gastempfänge und ähnliche Veranstaltungen. Der Keller des Gebäudes hatte wahrscheinlich schon damals eine Verbindung zum Bremer Ratskeller. Der Handel in der Alten Börse konzentrierte sich vorwiegend auf Makler-, Waren- und Wechselgeschäfte, während der Aktienhandel erst in der zweiten Hälfte des 19. Jahrhunderts in nennenswertem Umfang einsetzte.
Nach dem Einmarsch Napoléon Bonapartes und seiner Truppen wurde die Börse durch die Franzosen vorübergehend geschlossen. Sie veranlassten im September 1811 einen Umzug in das Kramerhaus und das Rathaus, wo weiter gehandelt werden konnte. Im Oktober 1813 – nach der Niederlage der Franzosen – konnte die Börse ihre Geschäfte im Gebäude am Liebfrauenkirchhof wieder aufnehmen.
1816 erließ der Kaufmannskonvent die vom Bremer Senat getragene II. Börsenordnung. Zunächst jedoch war die wirtschaftliche Lage der Kaufleute noch nicht vielversprechend, aber in den 1820er Jahren besserte sich die Situation und schon bald erwies sich die Alte Börse als den Ansprüchen ungenügend. 1849 wurde die III. Börsenordnung veröffentlicht, welche die Aufsicht über die Geschäfte auf die Handelskammer übertrug. Diese erhielt ab 1853 Unterstützung durch den neu gegründeten Bremer Börsenverein. Zusätzlich befanden sich im Gebäude auch das Ober-, das Unter- sowie das Handelsgericht und ab 1879 das Landgericht Bremen.
1864 wurden der Handel in die Neue Börse am Marktplatz verlagert.
Die nicht mehr genutzte Alte Börse brannte 1888 nieder. Nach Abriss der Ruine wurde der Keller des Gebäudes tiefer gelegt und bildet heute einen Teil des Bacchuskellers, eines Abschnittes des Bremer Ratskellers.

### Neue Börse

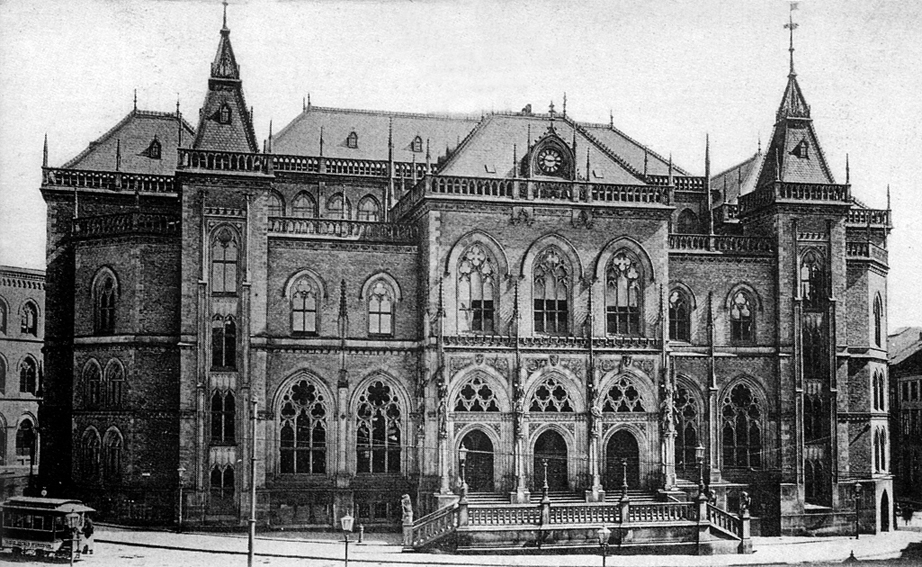
Die Neue Börse am Marktplatz Ende des 19. Jahrhunderts

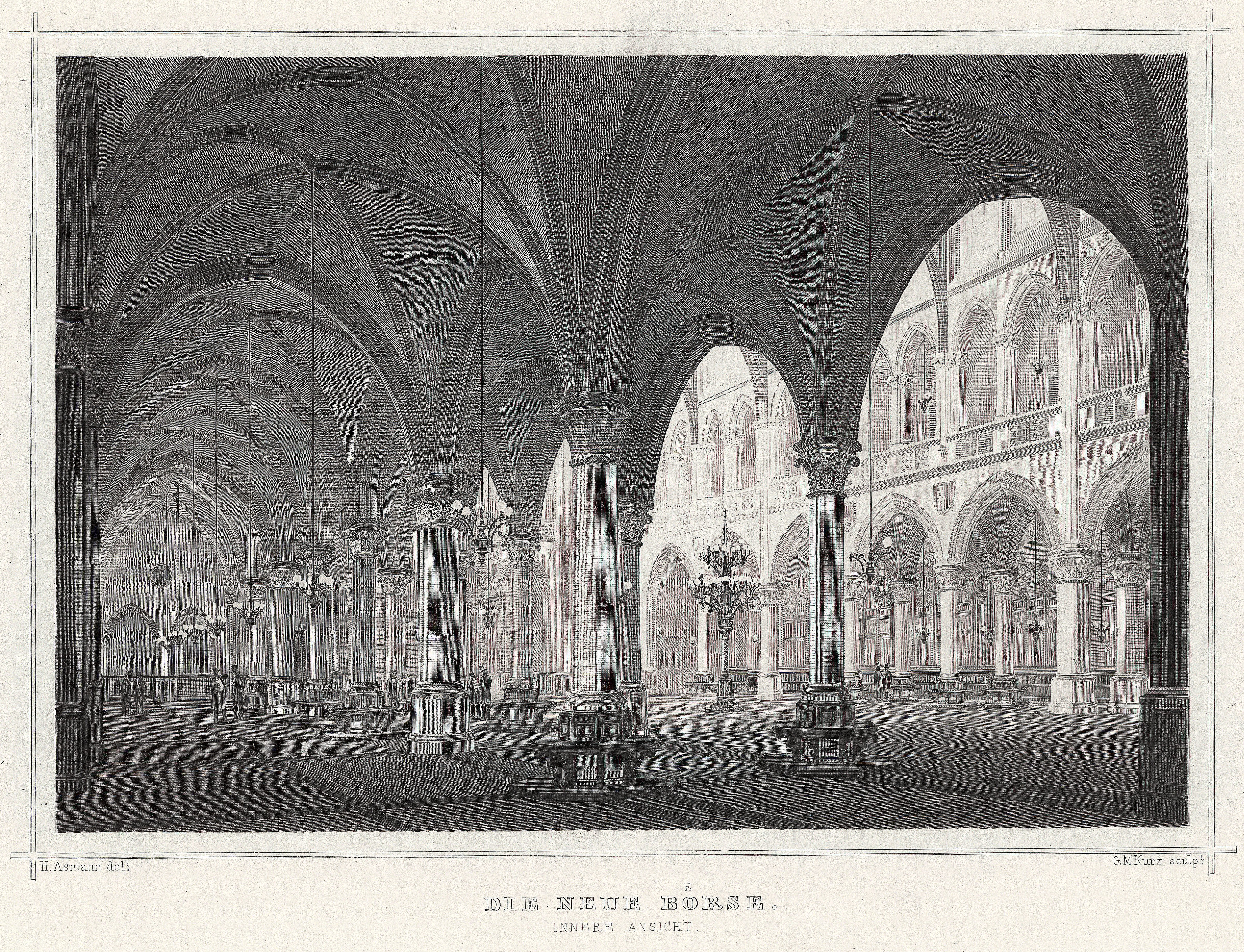
Das Innere der Neuen Börse (19. Jh.)

1855 beschlossen die Handelskammer Bremen und der Börsenverein die Errichtung eines neuen Gebäudes. Dazu ließen sie an der Ostseite des Marktplatzes zwischen 1860 und 1863 siebzehn alte Giebelhäuser und die Wilhadikapelle abreißen. Unter der Leitung von Heinrich Müller entstand von 1861 bis 1864 ein neues Handelsgebäude. Dessen Einweihung wurde am 5. November 1864 gefeiert.
Die Neue Börse am Marktplatz war ein großer neugotischer Bau mit einer dem Schütting ähnlichen Portaltreppe und zwei Türmen. Das Interieur wurde von vielen namhaften Künstlern der damaligen Zeit gestaltet. Unter anderen wirkten die Maler Arthur Fitger, Peter Janssen, Jacobus Johannes Bucksath sowie der Bildhauer Diedrich Samuel Kropp daran mit. Das Gebäude verfügte über eine große Halle, mehrere Kontorräume, einen Tagungsraum sowie Büros, die auch für die Bremische Bürgerschaft genutzt wurden. Zudem befand sich im Untergeschoss noch ein öffentliches Restaurant.
Auch zu Beginn des Handels in der Neuen Börse fand in Bremen kaum Wertpapierhandel statt. Noch 1883 wurden nur 6 Aktien regelmäßig notiert. Vorwiegend wurden Wechsel- und Warengeschäfte getätigt. Dies änderte sich jedoch in den 1890er Jahren. Am 1. Januar 1890 stellte die Effektenbörse, also jener Bereich, der mit Aktien und anderen Wertpapieren handelte, neue Richtlinien auf, in deren Folge die Bremer Wertpapierbörse immer mehr an Bedeutung gewann und schon bald den Anschluss an andere europäische Institute fand. Mit dem Inkrafttreten des Reichsbörsengesetzes am 23. Juni 1896 wurde sie zu einem Dienstleister mit öffentlichem Auftrag, der nach reichseinheitlichen Regularien arbeitete. Durch die Gründung der eigenständigen Baumwollbörse ließ der Handel an der Warenbörse deutlich nach.
Im Zuge der Novemberrevolution von 1918 trat die Neue Börse kurzzeitig ins politische Rampenlicht, als der Politiker Alfred Henke am 14. November in einem Saal des Gebäudes die Machtübernahme durch einen Arbeiter- und Soldatenrat sowie die Auflösung des Senats und der Bürgerschaft erklärte. Aus diesem Gremium entwickelte sich Anfang des darauffolgenden Jahres die Bremer Räterepublik.
1934 wurde die Neue Börse geschlossen und der Bremer Wertpapierhandel auf die Hanseatische Börse in Hamburg übertragen.

### Börsenmedaille
Die Börsenmedaille, auch Börsenthaler genannt, wurde 1864 in zweifacher Ausführung zur Einweihung der Neuen Börse von K. Drentwett geprägt. Im Gewicht entsprach sie in etwa einem halben Thaler. Einige wenige Stücke wurden in Gold geschlagen.

### Börsennebengebäude

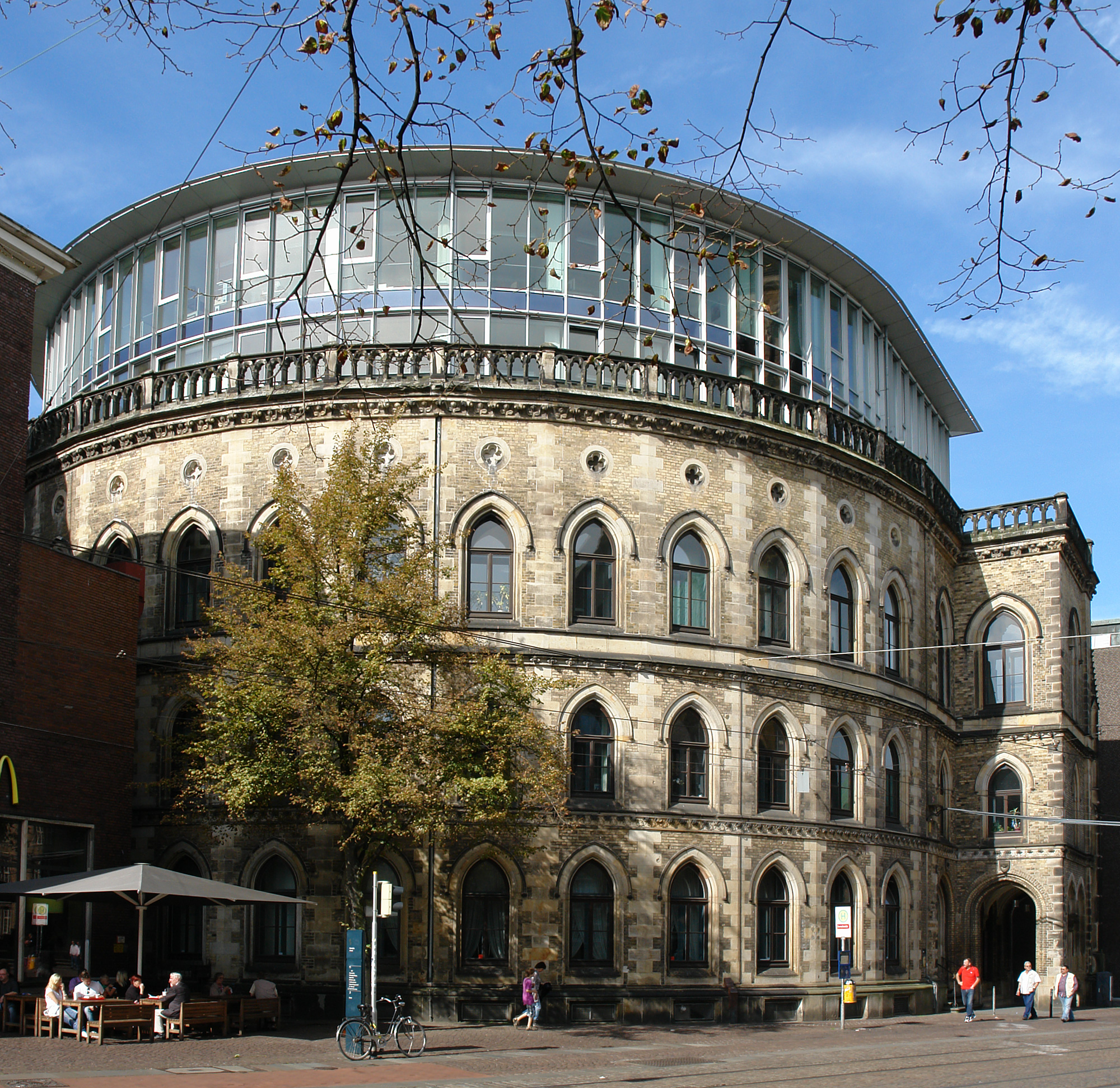
Börsenhof A

Der Börsenhof A, Am Dom 5A, war ein Börsennebengebäude der Neuen Börse. Während der von Heinrich Müller von 1861 bis 1864 im Stil der Neogotik entworfene Hauptbau nach schweren Kriegsschäden von 1943 im Zuge des Wiederaufbaus dem Haus der Bürgerschaft weichen musste, blieb das Kontorhaus erhalten. Von 2000 bis 2001 wurde das halbrunde Gebäude saniert und aufgestockt nach Plänen der Bremer Architekten Schomers und Schürmann.
Bedeutend sind die dreifachen Arkadenumgänge auf Säulenstellungen mit fein skulptierten Knospenkapitellen und Wölbungen im durch ein Glasdach geschlossenen Lichthof. Die frei in den Raum gestellte geschwungene Treppe bildet im Hof einen eigenen Turmbau.

### Zweiter Weltkrieg und danach

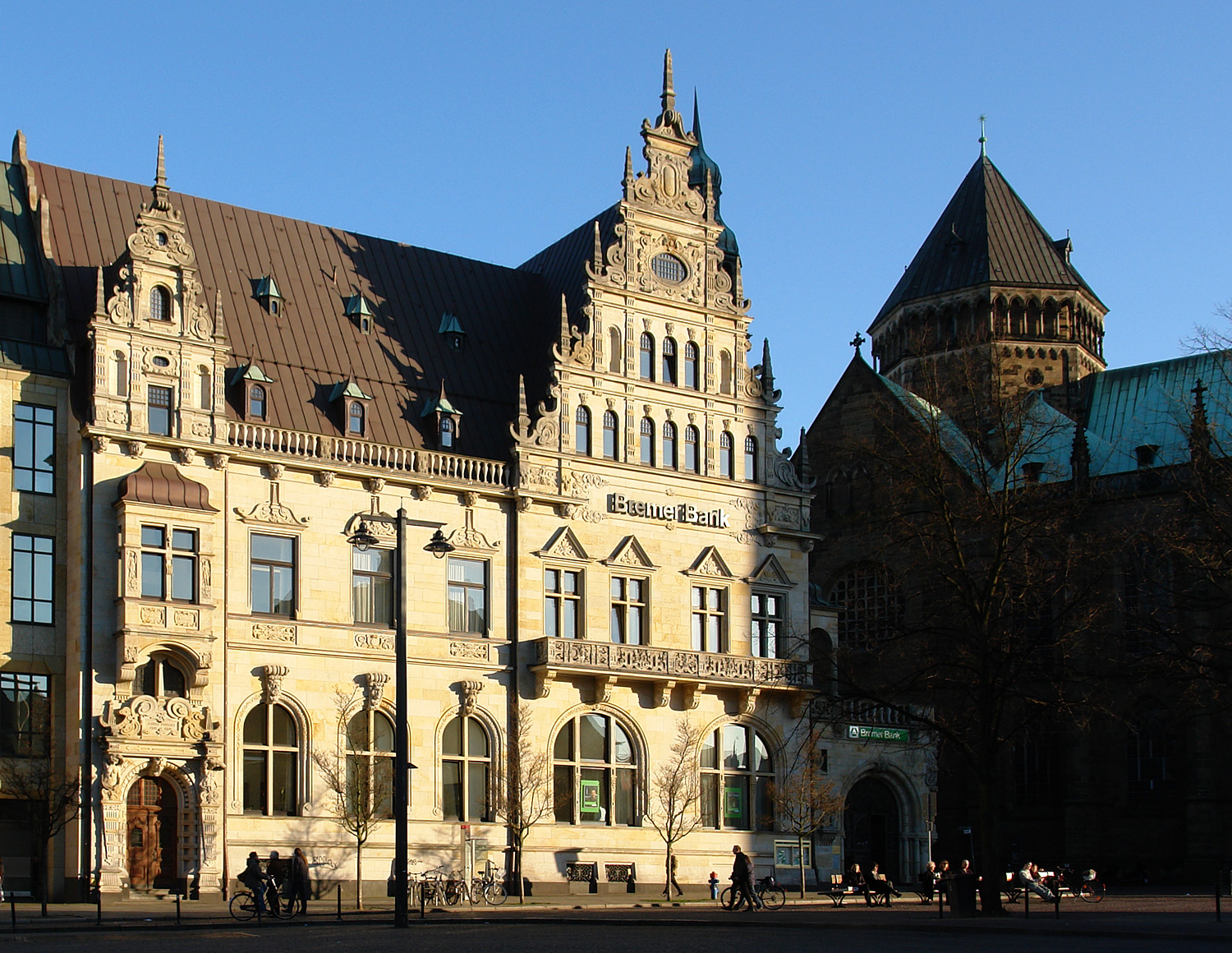
Das Gebäude der Bremer Bank war 1980 bis 1990 der Sitz der Börse

Am 20. Dezember 1943 brannte das zum Markt hin gelegene Hauptgebäude nach einem Luftangriff völlig aus. Erhalten blieb nur das östliche Börsennebengebäude. Die Bremer Wertpapierbörse wurde mit Einwilligung der US-amerikanischen Besatzungsmacht am 16. Februar 1949 neu eröffnet. Die Börsenversammlungen fanden zunächst in der Sparkasse, später in einem Raum im Schütting statt.
Der noch erhaltene Teil der Alten Börse wurde restauriert und aufgestockt. Die Ruine des Hauptgebäudes blieb rund zwölf Jahre lang stehen, der Abriss erfolgte 1955. Erst 1957 verkaufte die Handelskammer das Grundstück an die Stadt. Daraufhin entstand dort nach Plänen des Architekten Wassili Luckhardt 1965/66 das Gebäude der Bremischen Bürgerschaft.
Am 9. März 1982 zog die Börse in ein Nebengebäude der Bremer Bank am Domshof 11. 1990 wechselte sie in das nahe dem Marktplatz gelegene Haus Obernstraße 2–12, ehemals Sitz der Schröder-Bank.
Die Bremer Börse trieb schon früh den Einsatz von Computern im Wertpapierhandel voran. Ab 1990 wurde der Handel umfangreich durch das Programm BIFOS unterstützt. In den Folgejahren wurden weitere Programme eingesetzt, hierzu gehörten z. B. BOSS-CUBE und BÖGA (heute Xontro) und IBIS (Nachfolgesystem: Xetra). Daneben wurden weitere Maßnahmen ergriffen, um insbesondere für Privatanleger den Börsenhandel attraktiver zu gestalten, z. B. die Senkung der Mindeststückzahl für den fortlaufenden Handel und die erhebliche Ausweitung der Handelszeit. Daneben betätigte sich die Bremer Börse durch die Gründung von Tochtergesellschaften im Bereich der Emissionsberatung und des Wertpapierhandels und der -abwicklung für Dritte, insbesondere kleinere Kreditinstitute und Maklerfirmen. Dieses Bündel von Maßnahmen führte zu einer deutlichen Belebung der Handelsaktivität ab 1990.
Anfang 2000 wurde der Parketthandel endgültig zugunsten des Computerhandels aufgegeben, woraufhin das Institut aufgrund der geänderten Anforderungen an die Geschäftsräume erneut umzog und sich mit etwa 30 Wertpapierhändlern und -maklern in der Kohlhökerstraße im Gebäude der Deutschen Bundesbank niederließ. 2002 erfolgte eine zehnprozentige Beteiligung an der NASDAQ Deutschland AG – zusammen mit der NASDAQ Europe AG (50 %), der Berliner Börse (10 %), Comdirect Bank (7,5 %), der Commerzbank (7,5 %) und der Dresdner Bank (15 %). Ziel war die Etablierung einer neuen Börse in Deutschland nach dem Muster der NASDAQ in den USA. Die Erwartungen konnten allerdings nicht erfüllt werden.
Im März 2003 fusionierte die Bremer Börse mit der Berliner Börse zur öffentlich-rechtlichen Wertpapierbörse „Börse Berlin-Bremen“. 2005 wurde die Trägergesellschaft der Bremer Börse nach dem Scheitern der Zusammenarbeit mit der NASDAQ an die Swiss Exchange verkauft. 2007 wurde der Staatsvertrag mit der Berliner Börse wieder aufgelöst. Aus dem Vermögen der auf die Bremer Wertpapierbörse Holding verschmolzenen BWB Wertpapierbank und BWB Wertpapier-Emissionsberatung wurde die Stiftung Bremer Wertpapierbörse gegründet.
Die Stiftung Bremer Wertpapierbörse arbeitet seit September 2007 als gemeinnützige Stiftung. Sie soll Wissenschaft, Forschung und Kultur fördern.